# 硒酸镥
硒酸镥是一种无机化合物，化学式为Lu2(SeO4)3。它可由氧化镥和硒酸反应得到，从溶液中可结晶出单斜的八水合物晶体。八水合物受热可以分解为无水物，继续加热生成亚硒酸盐，并最终得到氧化物。